# 勒普勒勒山
46°00′58.5″N 07°22′9.4″E / 46.016250°N 7.369278°E

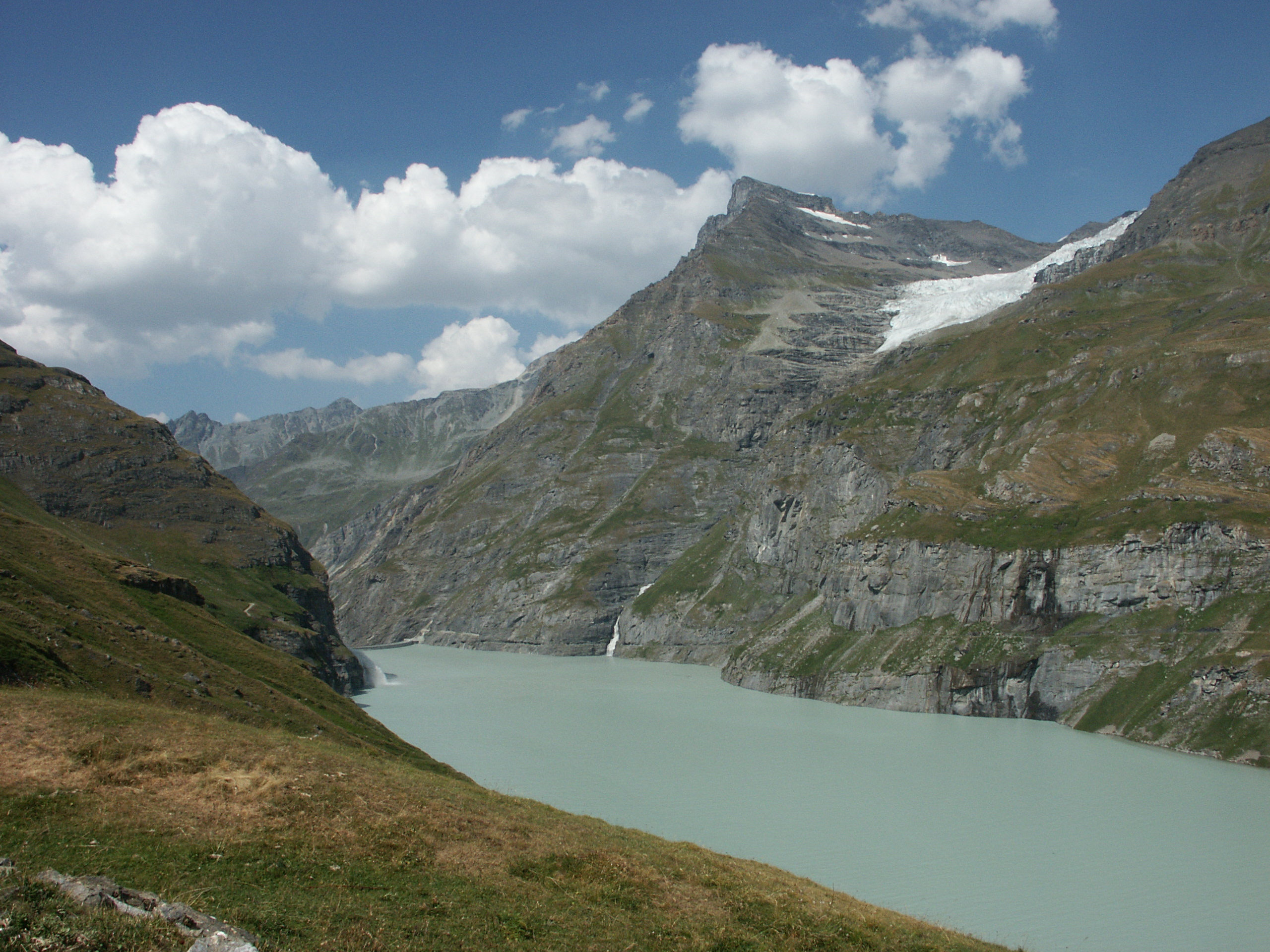

勒普勒勒山（Le Pleureur），是瑞士的山峰，位於該國南部，由瓦萊州負責管轄，屬於本寧阿爾卑斯山脈的一部分，海拔高度3,704米，每年平均降雨量1,303毫米。